# Тореля
Торѐля (на италиански: Torreglia; на венециански: Toreja, Торея) е градче и община в Северна Италия, провинция Падуа, регион Венето. Разположено е на 16 m надморска височина. Населението на общината е 6277 души (към 2014 г.).